# Halloween 5: The Revenge of Michael Myers
Halloween 5: The Revenge of Michael Myers, ou simplesmente Halloween 5: The Revenge (bra: Halloween 5 - A Vingança de Michael Myers; prt: Halloween V: A Vingança do Assassino) é um filme americano de 1989, do gênero slasher, produzido por Ramsey Thomas, e dirigido por Dominique Othenin-Girard. É estrelado por Donald Pleasence, que novamente interpreta o Dr. Sam Loomis, e Danielle Harris, que reprisou seu papel como Jamie Lloyd.

## Sinopse
Um ano após os eventos do Halloween de 1988, a jovem Jamie Lloyd perde a fala e desenvolve uma ligação telepática com o tio demoníaco, Michael Myers. Quando o Dr. Sam Loomis percebe tal fenômeno, prepara uma armadilha para conseguir colocar um fim na história do assassino.

## Elenco
- Donald Pleasence — Dr. Sam Loomis
- Ellie Cornell - Rachel Carruthers
- Danielle Harris — Jamie Lloyd Carruthers
- Beau Starr - Xerife Ben Meeker
- Don Shanks - Michael Myers
- Wendy Kaplan - Tina
- Jonathan Chapin - Mike
- Tamara Glynn - Sam
- Matthew Walker - Spitz
- Jeffrey Landman - Billy Hill

## Recepção

### Crítica
Após seu lançamento, o filme recebeu críticas mistas a negativas. No Rotten Tomatoes, tem 13% de aprovação com base em 24 avaliações dos críticos cinematográficos, com uma nota média de 3,59 / 10.
Stephen Holden, do The New York Times, escreveu que o filme é "mais do mesmo", mas o achou "um pouco mais refinado em seus detalhes do que os filmes de terror". Variety chamou-o de "muito estúpido e chato" e notou que a série se tornou "praticamente indistinguível dos filmes de Sexta-Feira 13". Richard Harrington, do Los Angeles Times, classificou-o como "um excelente exemplo de filme percursor à diminuição das reprises" e criticou Donald Pleasence por sua direção, embora achou que Danielle Harris foi "realmente muito boa em seu papel".